# Pieve della Mitria
La pieve della Mitria è un edificio religioso situato a Nave, in provincia di Brescia. Intitolata a santa Maria Annunciata, rappresenta un esempio notevole di pieve medievale lombarda, non solo per l'architettura stratificata dall'età preromanica al Rinascimento, ma anche per il ricco ciclo di affreschi che ne decora l'interno.
Collocata in un contesto naturale ancora oggi sostanzialmente intatto, la pieve si erge isolata su un terrazzamento erboso, prossima al corso del fiume Garza. Il complesso conserva la canonica e gli ambienti di ospitalità annessi, oltre a un ampio terreno di pertinenza, mantenendo intatto l'assetto di un piccolo borgo ecclesiastico medievale. La varietà e la qualità dei cicli pittorici che ne rivestono le pareti, realizzati tra la fine del XIII e il XVI secolo, sono una testimonianza di primaria importanza per la storia della pittura bresciana.

## Storia
Le origini della Pieve della Mitria risalgono con ogni probabilità all'epoca della cristianizzazione della Valle del Garza, tra il VI e il VII secolo, in un'area già popolata in età romana, come testimoniano il rilievo di Ercole e altri reperti archeologici inglobati nelle murature. In questa fase antica, l'edificio religioso doveva presentarsi come una semplice aula a pianta rettangolare, cui nel corso dell'VIII-IX secolo si sarebbe sovrapposta una struttura a T, con una primitiva abside.
La pieve è documentata per la prima volta nel 1047 come sede plebana, a capo di un vasto distretto ecclesiastico che comprendeva le comunità disseminate tra la bassa Val Trompia, la Valle del Garza e il versante settentrionale del colle Cidneo. Nel corso del XII secolo l'edificio subì una trasformazione significativa in forme romaniche, mantenendo tuttavia l'impianto a navata unica e conservando l'abside semicircolare, i cui resti sono stati individuati durante recenti scavi.
Tra la fine del XIII e il corso del XIV secolo la chiesa venne prolungata in lunghezza, estendendosi almeno fino all'attuale terza campata, come dimostrano gli affreschi superstiti e le stratificazioni murarie. In questo periodo si collocano i primi grandi cicli pittorici che ornavano le pareti laterali, tra cui l'Ultima Cena e le Storie di Sant'Orsola.
Alla metà del Quattrocento fu intrapresa una radicale ristrutturazione che conferì alla Pieve la sua configurazione tardo-gotica: vennero realizzati i pilastri addossati alle pareti laterali, coperti da volte a crociera, e furono aperte otto cappelle (quattro per lato), di cui una destinata ad accogliere il campanile.
Le campagne decorative che seguirono, realizzate tra la seconda metà del Quattrocento e i primi decenni del Cinquecento, arricchirono ulteriormente l'interno della chiesa con una fitta sequenza di affreschi a carattere votivo e devozionale, espressione della vitalità religiosa e artistica della comunità pievana.
Nel corso dei secoli successivi la funzione plebana della Mitria venne progressivamente assorbita dalla nuova parrocchiale di Nave, ma il complesso conservò intatto il suo assetto originario, trasformandosi in un luogo di culto minore e successivamente in lazzaretto in occasione delle pestilenze.
Gli scavi archeologici condotti a partire dal 1998 hanno permesso di ricostruire con maggiore precisione le diverse fasi edilizie, restituendo un quadro stratigrafico che documenta la lunga storia dell'insediamento religioso dalla tarda antichità al Rinascimento.

## Architettura
La Pieve della Mitria si presenta con una semplice facciata a capanna, in origine scandita da fasce orizzontali di intonaco bianco e rosso, secondo una consuetudine decorativa diffusa nell'area lombarda tra XIV e XV secolo. Il portale principale, in pietra di Botticino, appartiene a un intervento manierista di fine Cinquecento, che si sovrappone all'apparato gotico originario senza alterarne la semplicità. Al di sopra del portale corre ancora il cornicione in cotto riferibile alla fase quattrocentesca.
Varcato l'ingresso, l'interno rivela una spaziosa aula unica, scandita da quattro campate coperte da volte a crociera e articolata lungo le pareti laterali da otto cappelle poco profonde, quattro per lato. Gli archi traversi, a sesto acuto, si impostano su alti pilastri rettangolari addossati alle murature laterali, costruiti nella prima metà del Quattrocento.
La cappella della navata sinistra più prossima all'ingresso ospita alla base il campanile, che si sviluppa internamente alla struttura della chiesa. Alto circa 25 metri, il campanile, nella sua parte inferiore romanica, ingloba murature preromaniche, mentre la cella campanaria venne rinnovata nel Quattrocento con l'apertura di bifore.
Sul lato ovest del complesso si addossa l'antica canonica, articolata in più vani comunicanti, che fungeva da abitazione del pievano e da ospizio per i viandanti (xenodochio). Alcuni locali furono adibiti a lazzaretto nei secoli della peste. L'intero complesso, ancora circondato da un ampio terreno prativo e boschivo, costituisce uno dei rari esempi di pieve medievale integralmente conservata nel territorio lombardo.
La recente apertura di un piccolo spazio museale adiacente alla chiesa consente di seguire, attraverso i reperti archeologici rinvenuti durante le campagne di scavo, le principali fasi evolutive della Pieve dall'età tardo-antica al Rinascimento.

## Gli affreschi

### Prime fasi: affreschi due-trecenteschi
Il dipinto più antico conservato nella Pieve è un frammento di Ultima Cena, ascrivibile alla fine del Duecento, caratterizzato da uno stile tardo romanico, con figure semplificate, contorni marcati e campiture cromatiche stese in modo uniforme. Originariamente collocato lungo la parete destra, in prossimità dell'antico campanile romanico e dell'abside semicircolare preromanica, l'affresco venne realizzato su un piano di calpestio più alto di circa un metro rispetto all'attuale. Con i successivi rifacimenti architettonici quattrocenteschi, la Ultima Cena rimase parzialmente occultata dal terzo pilastro destro e dalle ancone affrescate sui nuovi altari laterali. L'iconografia dell'Ultima Cena, dipinta su una delle pareti laterali della chiesa, si inserisce in una tradizione diffusa tra XIII e XIV secolo nelle pievi bresciane e trentine.
Accanto alla Ultima Cena, frammenti di un trittico murale, databile tra la fine del XIII e l'inizio del XIV secolo, testimoniano l'esistenza di un antico altare dedicato probabilmente a sant'Orsola. Si conservano la figura di una santa martire di stirpe regale, identificabile con sant'Orsola, e una Madonna col Bambino benedicente, raffigurati entro nimbi di matrice bizantina.
Alla metà del Trecento si datano tre scene affrescate più in basso, relative alla leggenda di sant'Orsola: il viaggio con le compagne, l'incontro con papa Ciriaco e il martirio delle vergini. Le tre scene, eseguite senza soluzione di continuità, presentano una cornice a frecce policrome, affine a quella dei lacerti di affresco quattrocentesco provenienti dalla chiesa bresciana di Sant'Ambrogio.
La qualità stilistica, sebbene inferiore a quella dei lacerti di Brescia, ha suggerito l'attribuzione delle Storie di sant'Orsola a un aiuto del cosiddetto Maestro di Sant'Ambrogio, pittore operante a metà Trecento in ambito lombardo e veronese, vicino ai modi post-giotteschi padani.

### Decorazione tardo-trecentesca
Alla seconda metà del Trecento risalgono importanti testimonianze pittoriche conservate sulla controfacciata della Pieve. Qui si trovano due affreschi raffiguranti una Madonna col Bambino in trono tra santi, dipinti ai lati dell'antico portale d'ingresso, sotto i frammenti di una precedente Crocifissione.
Sulla sinistra, la composizione presenta la Vergine in trono tra un santo diacono, identificabile forse con san Lorenzo, e un Santo vescovo, nell'atto di presentare due offerenti inginocchiati. A destra, un'altra Madonna col Bambino in trono mostra un'impostazione più semplificata ma stilisticamente affine.
La critica, in passato, tendeva ad attribuire questi affreschi al Quattrocento, ma l'analisi stilistica ha rivelato forti legami con la cultura figurativa viscontea della seconda metà del XIV secolo, richiamando modelli giotteschi aggiornati come le Storie post mortem della Vergine affrescate nel castello visconteo di Cassano d'Adda.
Il modellato dei volti, il plasticismo delle figure e la dolcezza dei panneggi rimandano alle esperienze di Giovanni da Milano e di Giusto de' Menabuoi. Particolarmente significativo è il Bambino della Madonna col Bambino di destra, rappresentato con tratti vivaci e riccioluti, che richiama esempi giotteschi come la Madonna col Bambino del polittico di Bologna, attribuito a Giotto nella tarda fase della sua carriera.
La presenza di queste opere nella Pieve, in un contesto periferico rispetto a Brescia, testimonia l'ampia diffusione, entro la seconda metà del XIV secolo, di modelli stilistici elaborati nei cantieri maggiori del Ducato visconteo.

### Decorazione quattrocentesca
Nel corso della prima metà del Quattrocento si assistette a una radicale riorganizzazione architettonica e decorativa della Pieve, testimoniata dalla costruzione dei pilastri laterali e dall'apertura delle cappelle, oltre che dall'avvio di una nuova e sistematica campagna di affreschi.
Gli intradossi e le basi dei pilastri vennero decorati con figure di santi a figura intera, attribuibili a un maestro di cultura bembesca, attivo in area bresciana, probabilmente legato alla bottega di Andrea Bembo. Gli affreschi mostrano caratteristiche riconducibili al linguaggio di Bembo: modellati delicati, panneggi ampi e fluenti, cromie leggere e luminose.
Tra i brani più significativi si annoverano il Santo Stefano con le gocce di sangue dipinte sul capo e il San Nicola di Bari con aureola un tempo dorata a lamina, oggi perduta. A questi si aggiunge il San Giovanni Battista dell'intradosso del secondo pilastro sinistro, riconoscibile per il raffinato filatterio dipinto in eleganti litterae textuales riportante il passo evangelico Ego vox clamantis in deserto.
Alla medesima bottega, o comunque a un contesto stilistico affine, si deve il Sant'Antonio abate dona ai poveri i suoi averi affrescato nel 1446 sul primo pilastro destro. L'affresco, firmato da un offerente identificabile con un pievano di Nave di nome Mazolenus, rappresenta il santo in veste elegante, ancora giovane, nell'atto di distribuire ai poveri i suoi beni.
Un'altra testimonianza di rilievo è costituita dalla Madonna col Bambino tra due sante nella seconda cappella laterale destra, affresco che per stile calligrafico e compostezza è stato avvicinato all'ambito dei Bembo e datato al secondo quarto del XV secolo.
Nel complesso, la decorazione quattrocentesca della Pieve riflette il progressivo aggiornamento artistico della committenza locale, in dialogo con le correnti tardo-gotiche e rinascimentali che attraversavano la Lombardia negli anni centrali del secolo.

### Decorazione del primo Cinquecento
Nei primi decenni del Cinquecento la Pieve fu oggetto di una nuova fase decorativa di altissimo livello, avviata probabilmente sotto l'impulso dell'arciprete Giovanni di Erbanno.
La cappella di San Francesco fu interamente affrescata da un unico artista, inizialmente designato dagli studiosi come Maestro di Nave e successivamente identificato con Paolo da Caylina il Vecchio, cognato di Vincenzo Foppa. La sua cultura pittorica, aggiornata sulle esperienze lombarde e venete di fine Quattrocento, si esprime in un linguaggio tardo-gotico maturo, improntato a una sobria monumentalità e a una raffinata sensibilità cromatica. Gli affreschi della cappella di San Francesco comprendono una Madonna col Bambino tra santi, scene della vita di San Francesco e numerosi santi a figura intera, tutti caratterizzati da un'intonazione devozionale e narrativa, con volti espressivi e panneggi articolati.
Sulla parete sud della chiesa, risalenti alla medesima stagione pittorica, si trovano affreschi di altissima qualità: il Compianto sul Cristo deposto tra i santi Rocco e Sebastiano, il Cristo flagellato e la figura isolata di San Rocco. Queste opere, databili intorno al 1512, sono state variamente attribuite a Vincenzo Civerchio, Francesco Prata da Caravaggio, Girolamo Romanino e, in passato, anche a Moretto giovane. In particolare, la qualità patetica ed espressiva del Compianto ha suggerito il confronto con la produzione più intensa di Romanino, mentre il Cristo flagellato e il San Rocco mostrano analogie con le soluzioni formali di Francesco Prata e con certi esiti del giovane Altobello Melone.
Questa fase decorativa testimonia come, anche in un contesto decentrato come Nave, si fosse pienamente recepita la vitalità espressiva della pittura lombarda del primo Rinascimento.

### Pittura seicentesca e pale d'altare
Tra la fine del Cinquecento e i primi decenni del Seicento, la decorazione della Pieve si arricchì di nuove opere su tavola e su tela, commissionate a pittori attivi nell'area bresciana. Le pale d'altare realizzate in questo periodo testimoniano il passaggio a un linguaggio pienamente manierista e controriformato. Tra gli autori documentati si annoverano Francesco Giugno e Grazio Cossali, esponenti di spicco della pittura bresciana di primo Seicento.
Sebbene meno organiche rispetto al grande ciclo di affreschi quattro-cinquecenteschi, queste opere introducono nella Pieve un lessico pittorico più solenne e teatrale, caratterizzato da una maggiore enfasi luministica e da una resa più accentuata delle emozioni, in linea con i dettami della Controriforma.
Questa fase segna l'ultima grande stagione di committenze artistiche per la Pieve, prima della progressiva perdita di centralità a favore della nuova parrocchiale di Nave.

### Iconografia e temi particolari
La decorazione pittorica della Pieve della Mitria si distingue non solo per la quantità e la varietà degli affreschi, ma anche per alcune soluzioni iconografiche rare nel contesto bresciano. Particolarmente significativa è la presenza della prima Cappella del Santissimo Sacramento documentata nel territorio bresciano, decorata con un ciclo di affreschi dedicato alla Cena del Signore e agli episodi della Passione.
Un elemento iconografico raro è costituito dalla raffigurazione del Cristo della Domenica, un tema devozionale di origine tardomedievale in cui il corpo di Cristo, trafitto da strumenti di tortura, simboleggia il peccato quotidiano dei fedeli. Di grande interesse è anche il ciclo degli Apostoli recitanti il Credo, tema che sottolinea la trasmissione della fede apostolica e la continuità della Chiesa, e che trova nella decorazione della Mitria uno dei suoi primi esempi in ambito lombardo. All'interno della Pieve, inoltre, si riscontrano numerosi affreschi a soggetto francescano, tra cui spiccano episodi della vita di San Francesco e figure di santi dell'Ordine, in relazione alla presenza, in età medievale, di confraternite e comunità di frati predicatori nella Valle del Garza.

### Scavi e ritrovamenti archeologici
Le campagne di scavo condotte tra il 1998 e i primi anni Duemila hanno consentito di ricostruire con maggiore precisione la lunga stratificazione edilizia della Pieve.
Gli scavi hanno individuato, sotto i muri perimetrali della chiesa quattrocentesca, strutture riferibili a un edificio preromanico con pianta a T, databile tra il VI e l'VIII secolo. A questo primo impianto si sovrapposero, tra X e XII secolo, rimaneggiamenti in forme romaniche, di cui si conserva traccia nella muratura settentrionale e nei resti dell'antica abside semicircolare.
Tra i reperti più significativi emersi dagli scavi figurano un rilievo di età romana raffigurante Ercole, inglobato successivamente nelle murature della canonica, e un capitello di epoca longobarda riutilizzato come elemento architettonico nella zona absidale.
Un piccolo spazio museale, allestito negli ambienti annessi alla Pieve, espone oggi i principali materiali archeologici rinvenuti, consentendo di seguire l'evoluzione dell'insediamento religioso dalla tarda antichità al Rinascimento.